# كلبيات الشكل
الكلبيات الشكل أو شبيهة الكلبيات (الاسم العلمي: Caniformia) هي رتيبة من الثدييات تتبع طائفة الثدييات من شعبة الحبليات.

## فصائل
- الكلبيات
- العرسيات

## فصائل عليا
فصائل عليا لهذه الرتيبة:
- كود سباركل
- تحديث القائمة

فصيلة:ابن عرس 
اسم علمي: Mustelidae

فصيلة:أمفيسيونيات 
اسم علمي: Amphicyonidae

فصيلة:دب 
اسم علمي: Ursidae

فصيلة:راتونيات 
اسم علمي: Procyonidae

تحت رتبة:زعنفيات الأقدام 
اسم علمي: Pinnipedia

فصيلة:ظربان 
اسم علمي: Mephitidae

فصيلة:عجل البحر 
اسم علمي: Otariidae

فصيلة:فقميات 
اسم علمي: Phocidae

جنس:كلب الشفق 
اسم علمي: Lycophocyon

فصيلة:كلبيات 
اسم علمي: Canidae

فصيلة:Ailuridae 
اسم علمي: Ailuridae

تحت رتبة:Arctoidea 
اسم علمي: Arctoidea

فصيلة:Odobenidae 
اسم علمي: Odobenidae